# هراچ مورادیان
هراچ مورادیان (ارمنی: Հրաչ Վաչիկի Մուրադյան؛ زادهٔ ۱۰ نوامبر ۱۹۸۳) مجری تلویزیون، تهیه‌کننده تلویزیونی اهل ارمنستان است.

## آثار
- پنجره‌های نیمه‌باز